# Institut Superior Politècnic
L'Institut Superior Politècnic (Instituto Superior Politécnico, ISP) és un dels quatre campus de la Universitat de São Tomé i Príncipe. Actua com a campus principal i se situa al barri de Quinta de Santo António al sud de la ciutat de São Tomé. També té una biblioteca central i l'amfiteatre principal a la nació. El seu edifici proper és TVS i la seva estació de radiodifusió.

## Història
L'institut va ser fundat el 1996. És la principal institució orgànica de la USTP. La universitat es va formar sobre aquest.

## Cursos
A partir de gener de 2017, els següents cursos són:
- Llicenciatura en Biologia
- Titulació de Matemàtiques
- Llicenciatura en Agronomia
- Llicenciatura de Física
- Llicenciatura en Gestió d'empreses
- Llicenciatura en Relacions Públiques i Comunicacions
- Llicenciat en Ciències Econòmiques
- Grau en serveis hotelers
- Llicenciatura en Electrònica i Telecomunicacions
- Llicenciatura en Sistemes i Informació en Tecnologia
- Llicenciatura en llengua portuguesa
- Llicenciatura d'Història
- Llicenciatura en llengua francesa
- Llicenciatura en Geografia
- Llicenciatura en Dret